# 正岡子規記念球場
正岡子規記念球場（まさおかしききねんきゅうじょう）は、東京都台東区上野恩賜公園内にある野球場。東京都が管理するレクリエーション施設で、プロ野球や大学野球などのリーグ戦や公式戦が行われる球場ではなく、草野球などが行える。使用する際は予約が必要になる。
正式名は上野恩賜公園野球場。グラウンドは、内野は土、外野は天然芝を施してある。

## 概要
この球場の名前を冠している正岡子規は、明治初期に日本に野球が紹介されて間もない頃の愛好者であり、1886年（明治19年）から1890年（明治23年）頃、この球場がある上野公園内で野球を楽しんでいたという。
その証拠に子規の随筆「筆まかせ」の中に、明治23年3月21日午後、上野公園博物館横の空き地で試合を行ったことが書かれており、その時子規は捕手を守っていたことが分かる内容が書かれている。
その後、子規は野球を題材とした俳句や短歌・小説・随筆を発表して野球の普及に貢献した。また、数々の野球用語を日本語訳したことも知られる。
このような功績を称え、上野恩賜公園開園式典130周年を記念し、2006年（平成18年）7月21日に上野恩賜公園野球場で句碑の除幕式と正岡子規記念球場の愛称が披露された。句碑には「春風やまりを投げたき草の原」の句が刻まれている。

## 球場の周辺施設
- 東京文化会館（すぐ側にある。）
- 上野こども遊園地（恩賜上野動物園表門の手前にある。）
- 警視庁上野警察署動物園交番
- 恩賜上野動物園表門
- 国立西洋美術館（東京都道452号神田白山線の横断歩道を渡ったところにある。）